# 别里虎䚟
别里虎䚟（？—1257年），许兀慎氏，蒙古帝国将领。博尔忽的孙子，塔察兒的儿子。
别里虎䚟嗣为火儿赤。蒙哥即大汗位，1252年，别里虎䚟袭父职，授行省兵马都元帅，总管四万户蒙古及诸翼汉军，攻打南宋淮南未附州县，定边地。1257年，会师围宋朝襄阳，跟随诸王塔察儿（帖木哥斡赤斤之孙）攻打樊城，力战而死。长子密里察而，次子宋都䚟。 